# Margit Kaffka
Margit Kaffka, född 10 juni 1880 Nagykároly, Transsylvanien, död 1 december 1918 i Budapest, var en ungersk författare.
Kaffka, som räknas som Ungerns första verkligt betydande kvinnliga författare, skrev huvudsakligen romaner med självbiografiska inslag. Dessa behandlar den samtida kvinnans känslovärld samt moraliska och sociala problem. Hon är mest känd för romanen Színek és évek ("Färger och år", 1912), vilken handlar om kvinnor inom en adel som befinner sig på fall. Hon avled i spanska sjukan.